# کلید شرکتی
کلید شرکتی یک طراحی پایه کلید برق است. آنها برای سامانه‌های توزیع برق در تئاترها، نمایش‌ها، مراکز همایش، که اغلب به تابلوهای پانلی برای تجهیزات الکتریکی نیاز دارند، استفاده می‌شوند.
کلیدهای شرکتی به گونه ای طراحی شده‌اند که استفاده آسان، به راحتی قابل‌حمل، ایمن و سریع باشد.